# Westelijke kappitta

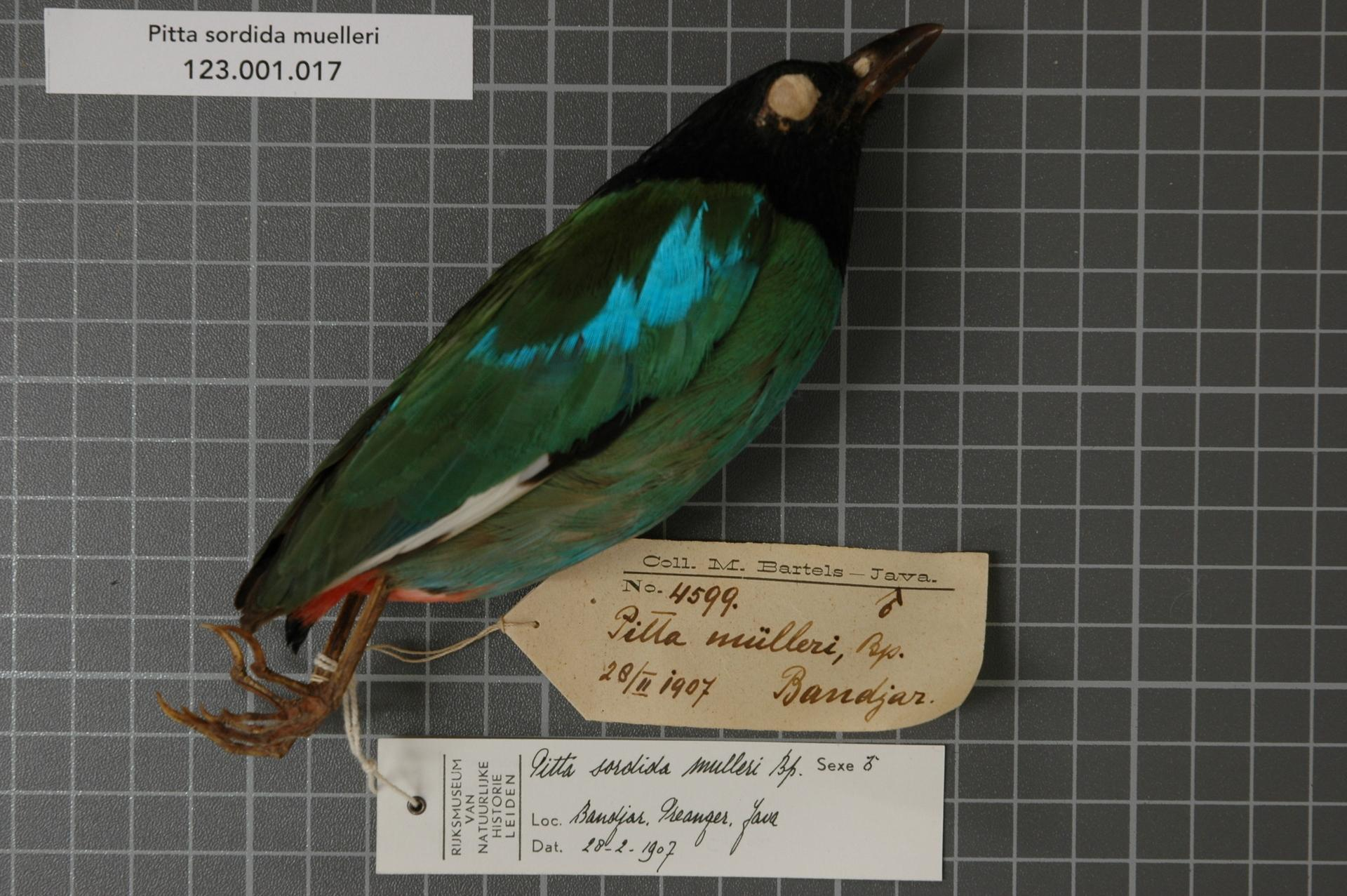
Pitta sordida muelleri Bonaparte, 1850, mannelijk exemplaar, Naturalis

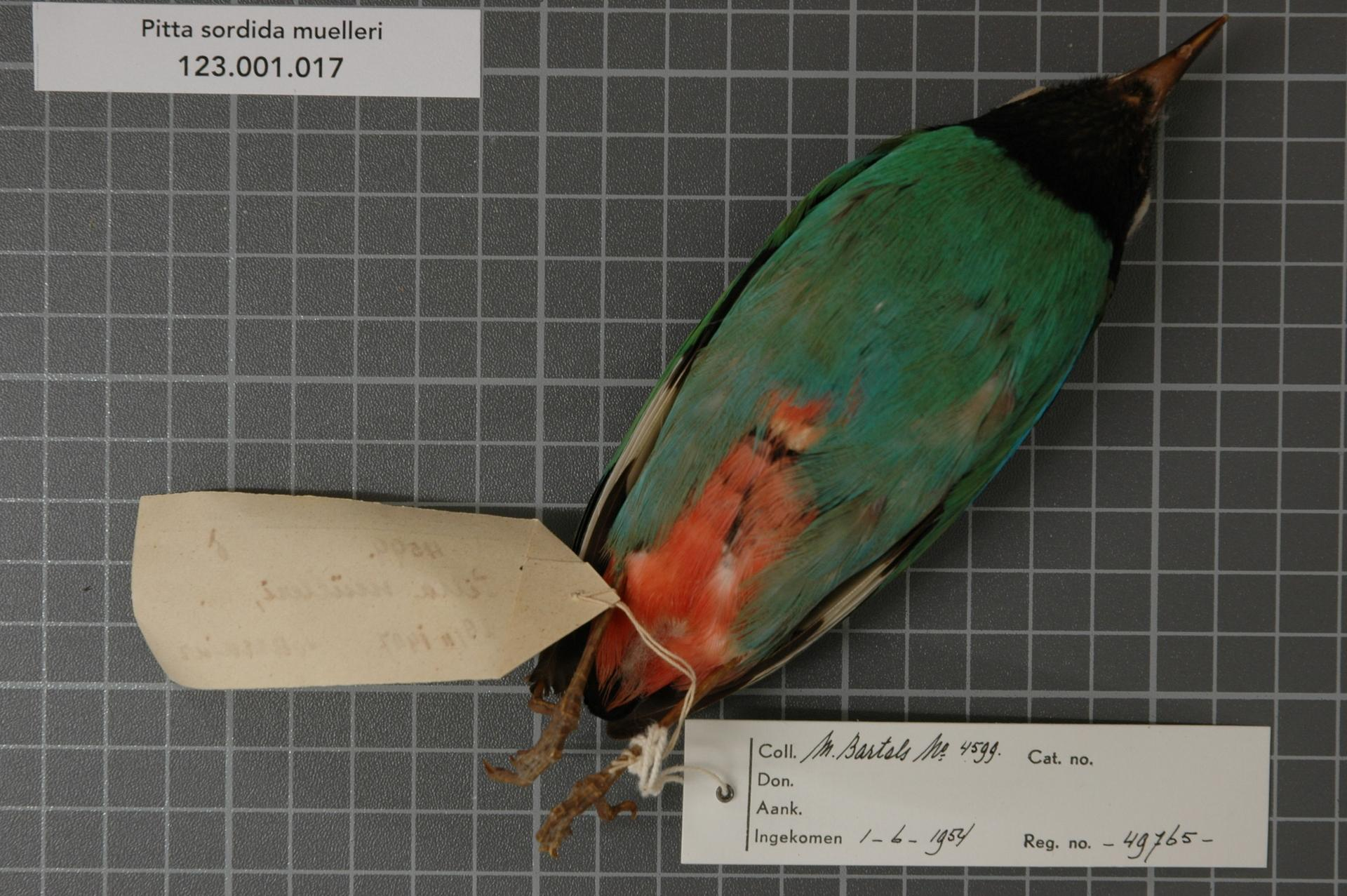
Pitta sordida muelleri Bonaparte, 1850, zelfde exemplaar, Naturalis

De westelijke kappitta of zwartkoppitta (Pitta sordida) is een vogelsoort uit de familie van pitta's (Pittidae). Na de afsplitsing van zes ondersoorten is de naam van deze soort gewijzigd van kappitta naar westelijke kappitta.

## Kenmerken
De westelijke kappitta is 19 cm lang. Volwassen vogels hebben een zwarte kop en nek en donkerbruine kruin. Verder is de vogel groen gekleurd. De kleine dekveren op de vleugel en de bovenstaartdekveren zijn blauw en de onderbuik en onderstaartdekveren zijn karmijnrood.

## Leefwijze
Hoewel de dieren kunnen vliegen, geven ze er doorgaans de voorkeur aan om op de grond te blijven. Hun voedsel vinden ze op bosbodem en bestaat uit ongewervelde dieren zoals regenwormen, rupsen, kakkerlakken en kleine sprinkhanen.

## Verspreiding en leefgebied
De westelijke kappitta komt voor van de Himalaya tot zuidoostelijk China, Malakka, de Grote Soenda-eilanden en de Filipijnen. De kappitta komt voor in zowel primair als secondair tropisch bos, maar ook in ondergroei langs rivieren en in mangrovebossen, dus meestal in laagland, maar ook tot op 900 m boven de zeespiegel.
De soort telt zes ondersoorten:
- P. s. cucullata: van noordelijk India tot zuidelijk China en Indochina.
- P. s. mulleri: Malakka, Sumatra, Java, Borneo en de Sulu-eilanden.
- P. s. bangkana: Banka en Billiton.
- P. s. sordida: de Filipijnen (behalve Palawan).
- P. s. palawanensis: Palawan.
- P. s. sanghirana: Sangihe-eilanden.

## Status
De omvang van de populatie is niet gekwantificeerd. In grote delen van het verspreidingsgebied is de westelijke kappitta zeldzaam, maar plaatselijk is hij ook soms algemeen. Het leefgebied van de vogel wordt zeer waarschijnlijk aangetast door de omzetting van bos in landbouwgronden en mogelijk ook door wildstroperij. Er is echter geen aanleiding om te veronderstellen dat de soort in zijn bestaan wordt bedreigd en hij staat daarom als niet bedreigd op de Rode Lijst van de IUCN.